# The Pile (conjunto de datos)
The Pile es un conjunto de datos diverso de código abierto de 886,03 GB de texto en inglés creado como un conjunto de datos de entrenamiento para modelos grandes de lenguaje  (LLM). Fue construido por EleutherAI en 2020 y lanzado públicamente el 31 de diciembre de ese año.   Se compone de 22 conjuntos de datos más pequeños, incluidos 14 nuevos. 

## Creación
La formación de LLM requiere cantidades de datos suficientemente grandes como para que, antes de la introducción de Pile, la mayoría de los datos utilizados para la formación de LLM se tomaran del Common Crawl .  Sin embargo, los LLM capacitados en conjuntos de datos más diversos son más capaces de manejar una gama más amplia de situaciones después de la capacitación.  La creación de Pile fue motivada por la necesidad de un conjunto de datos lo suficientemente grande que contuviera datos de una amplia variedad de fuentes y estilos de escritura.   En comparación con otros conjuntos de datos, las principales características distintivas de Pile son que es una selección curada de datos elegidos por investigadores de EleutherAI para contener información que pensaban que los modelos de lenguaje deberían aprender y que es el único conjunto de datos de este tipo que está completamente documentado por los investigadores que lo desarrollaron.